# Carlos Patiño
Carlos Patiño (Santa María del Campo Rus, Cuenca, 9 de octubre de 1600-Madrid, 5 de septiembre de 1675) fue un compositor y maestro de capilla español del período Barroco.

## Biografía
Patiño fue bautizado el 9 de octubre de 1600. Desde niño fue dirigido hacia la Iglesia, en la que pronto encontraría su camino en la música. Parece ser que en su infancia, Patiño comenzó a cantar en el coro de su pueblo natal, y que un tiempo después fue trasladado al coro de la Catedral de Sevilla como mozo poco antes de cumplir los 12 años, donde estudió con el maestro Alonso Lobo, que a su vez había sido discípulo de Francisco Guerrero. El 19 de enero de 1623 ganó las oposiciones de maestro de canto de órgano del Sagrario de la catedral de Sevilla. Se había casado en 1622, pero su esposa fallecería en 1625, propiciando su entrada al sacerdocio, siempre vinculado profesionalmente a la capilla del Sagrario.
En febrero de 1628 realizó oposiciones al magisterio de capilla de Salamanca en las que, pese a sus exitosos ejercicios, no fue favorecido. A pesar de ello, Patiño no regresó a Sevilla. El 8 de mayo de 1628 consiguió el puesto de maestro de capilla del Real Monasterio de la Encarnación, Madrid, Donde suplió a Gabriel Díaz Bessón (1590–1638). Años más tarde, el 1 de enero de 1634, Patiño sucede al flamenco Mateo Romero como maestro de capilla de la Capilla flamenca de Madrid.
En 1660 le fue negada su petición de retiro, pero fue proveído con dos asistentes. A partir de 1668, debido a sus achaques, Patiño deja ya de componer para la corte. Pese a haberse extendido la equívoca idea de que Patiño fue tributario del arte de Mateo Romero, Danièle Becker ha sacado a la luz el distanciamiento en la relación entre ambos músicos, demostrando que el mecanismo de sucesión en el magisterio de la Real Capilla fue ajeno a cualquier tipo de vínculo.

## Obra
La relevancia de este compositor en la historia de la música española debe evidenciarse, ya que Patiño se manifestó fiel a la época en que le tocó vivir: el Barroco pleno español, conllevando una enorme carga de cambios, experiencias e innovaciones que el nuevo estilo representaba. Es en esto en lo que se diferencia radicalmente su obra de la de sus más directos antecesores, no sin dejar de lado los atisbos de sus maestros reflejados en sus obras.
La mayoría de su obra sacra es policoral. Varias de sus obras seculares fueron compuestas para la corte. Muchas de sus obras sacras se perdieron en el terremoto de Lisboa de 1755, pero otras sobrevivieron en el nuevo mundo. Su música escénica incluía El Nuevo Olimpo de 1648, pero acabó perdiéndose también.
Desgraciadamente, un incendio en el Real Alcázar de Madrid en 1734 afectó de lleno al archivo musical de la Real Capilla, de manera que se consumieron en él todas las obras de Patiño que se conservaban allí. Sin embargo, es una suerte que en otro de los reales sitios, el Monasterio de El Escorial, quedara aún parte de la obra del autor. El segundo gran fondo de obras de Patiño existió en Portugal, reunido en vida del músico por el rey Juan IV de Portugal, con el cual llegó a tener trato e incluso correspondencia. Desafortunadamente, la cosecha de obras que se encontraba en su biblioteca desapareció de forma definitiva por culpa del anteriormente mencionado terremoto de Lisboa. Como consecuencia, el último recurso que queda para el estudio de sus obras es hacer inventario de las pocas copias sueltas que pudieran existir en los archivos musicales tanto eclesiásticos como civiles de la península ibérica e Hispanoamericana.
Gracias al interés del monarca músico portugués don Juan IV, puede consultarse al completo su larga lista de obras de Patiño en la obra de Freitas Banco. Ya un año antes de publicar la primera parte de su biblioteca musical, el rey poseía un total de 78 obras, casi todas polifónicas y policorales, 9 de las cuales eran en latín y 69 eran villancicos en castellano. De todas estas solo perviven en los archivos ibéricos copias de cuatro de ellas:
1. La denominada misa "de laberinto" (Jaca)
2. El Magnificat de batalla de 6º tono a 8 (archivos de Santiago de Compostela y Cuenca)
3. El salmo a 8 Dixit Domninus (existen bastantes ejemplares repartidos por diversos archivos)
4. El villancico Sabes Gil qué gente es ésta, a 12 voces y bajo continuo (archivo de la Seo de Zaragoza)

Aunque la cifra resulta aún bastante difícil de precisar, las indagaciones presentan la suma de 221 ejemplares de piezas de Patiño conservadas, correspondientes a por lo menos 120 obras diferentes.

### Producción
- 13 misas
- 49 motetes
- 21 salmos
- 6 letanías
- 2 admirables
- 11 cantos evangélicos
- 2 himnos eucarísticos

- 32 villancicos
- 14 tonos humanos[7]
- Música escénica
- Lecciones de difuntos
- Secuencias e invocaciones
- Responsorios
- Antífonas